# Opus spicatum
Opus spicatum is een vorm van metselwerk in visgraatverband, zoals dit werd toegepast door de Romeinen en in Middeleeuwse bouwwerken.
Opus spicatum werd zowel bij het plaveisel van straten als bij opvullingen van verticale muren gebruikt, en diende ter versiering. Voor muurwerk had opus spicatum een nadeel: door de druk van bovenaf neigden de stenen ertoe om uiteen te wijken, hetgeen de constructie verzwakte.
Een ander gebruik van opus spicatum was in vuurhaarden. Hier heerste een agressief milieu dat de kalkmortel aantastte. Dit trad vooral op bij lineair metselwerk. Het opus spicatum kon dicht gestapeld worden en er was naar verhouding weinig mortel voor nodig.